# Arda Mandikian
Arda Mandikian (griechisch Άρντα Μαντικιάν, * 1. September 1924 in Izmir, Türkei; † 8. November 2009 in Athen) war eine griechische Opernsängerin und Konzertsängerin mit der Stimmlage Sopran.

## Leben
Arda Mandikian wurde in Smyrna als Tochter armenischer Eltern, die den Völkermord an den Armeniern im Jahr 1915 überlebt hatten, in der Türkei geboren. Sie zog mit ihrer Familie nach Griechenland, als sie noch ein Kind war.
Mandikian studierte Gesang am Königlichen Konservatorium von Athen bei Elvira de Hidalgo. Bei Studentenkonzerten trat sie gemeinsam mit Maria Callas auf. 1948 kam sie nach England. 1949 gab sie am Morley College in London ein Konzert unter der Leitung von Egon Wellesz. Das Programm unter dem Titel Twenty-one centuries of Greek song enthielt altgriechische Hymnen, byzantinische Monodien und moderne griechische Volksmusik, unter anderem Lieder von Mikis Theodorakis. Das Konzertprogramm wurde aufgrund des großen Erfolges später in Oxford und in der Wigmore Hall in London wiederholt. Für EMI und das Label His Master’s Voice nahm sie ebenfalls 1949 im antiken Amphitheater von Delphi alle sechs erhaltenen Delphischen Fragmente auf.
Als Opernsängerin debütierte sie 1950 bei der Oxford Opera Society als Didon in Die Trojaner von Hector Berlioz. Mit dieser Rolle gastierte sie 1952 auch am Théâtre des Champs-Élysées in Paris und beim Holland Festival in Den Haag. Zuvor hatte sie 1951 bereits in Dido und Aeneas von Henry Purcell am Mermaid Theatre in London die Rolle der Zauberin an der Seite von Kirsten Flagstad und Elisabeth Schwarzkopf gesungen.
Im Dezember 1953 debütierte Mandikian an der Covent Garden Opera in London. Dort sang sie an der Seite von Peter Pears eine der Nichten in Peter Grimes von Benjamin Britten, später die Musette in La Bohème von Giacomo Puccini und 1954 die Titelrolle in Der goldene Hahn von Nikolai Rimski-Korsakow.
Sie wirkte in mehreren Uraufführungen und Erstaufführungen mit, unter anderem 1951 in Oxford in der komischen Oper Incognita von Egon Wellesz und 1952 in einer konzertanten Teilaufführung der Oper Nelson von Lennox Berkeley in der Londoner Wigmore Hall.
Besondere Bekanntheit erlangte Mandikian 1954 in der Rolle der Miss Jessel in der Uraufführung der Oper The Turn of the Screw im Teatro La Fenice in Venedig. Britten hatte diese Rolle speziell für die Stimme von Mandikian geschrieben. Diese Rolle sang sie auch bei der englischen Erstaufführung des Werks in der Sadler’s Wells Opera.
In der Folgezeit übernahm Mandikian zahlreiche Rollen in Werken von Benjamin Britten. Später sang sie außerdem die Alice Ford in Falstaff von Giuseppe Verdi und die Elettra in Idomeneo von Wolfgang Amadeus Mozart.
Sie trat unter anderem beim Aldeburgh Festival, beim Edinburgh Festival und regelmäßig bei den Proms auf.
Anfang der 1960er Jahre kehrte Mandikian aus privaten Gründen nach Griechenland zurück. Als entschiedene Gegnerin der Militärdiktatur in Griechenland trat Mandikian während der Militär-Junta in Griechenland nicht öffentlich auf. Angebotene Engagements im Ausland nahm sie aus Angst, dass ihr später die Rückkehr in ihre Heimat verweigert würde, nicht an.
Von 1974 bis 1980 war Mandikian Co-Direktorin der Oper von Athen. Außerdem war sie Präsidentin der Maria-Callas-Gesellschaft. Sie gab Meisterklassen und war intensiv als Gesangslehrerin tätig.
Mandikian starb im Alter von 85 Jahren in Athen.